# 花と沼
『花と沼』は、城定秀夫監督の日本映画。2020年10月17日公開。

## 概要
東京・テアトル新宿で開催される「OP PICTURES+フェス2020」作品。2020年10月15日に予告編が公開された。城定秀夫にとっておよそ2年ぶりとなるピンク映画作品で、これまで城定作品にそれぞれ出演してきた七海なな、麻木貴仁がメインキャストを務める。
2021年1月1日よりR18編集版を『キモハラ課長　ムラムラおっぴろげ』のタイトルで公開。
2023年1月6日、『花と沼』のタイトルでDVD発売。

## ストーリー
行動すべてがキモいと全社員から後ろ指をさされる第三企画課課長・沼田。しかしそんな沼田を密かに思う偏愛志向の部下もいた。それは人が嫌がるしぐさや行動に性的興奮を覚える一花であった。気持ち悪いことはだめなのか。いや、そうじゃない。一花と沼田のちょっと不思議な恋は始まった。

## 登場人物
蓮見一花
演 ‐ 七海なな
家電メーカー勤務のOL。人が嫌がる“キモい”ものを偏愛して性的な興奮を覚える。
沼田耕作
演 ‐ 麻木貴仁
一花の上司。通称「キモハラ課長」。
- きみと歩実
- しじみ
- 山本宗介
- 久保獅子
- 矢作マサル
- ケイチャン
- 守屋文雄
- 森羅万象

## スタッフ
- 監督・脚本・編集：城定秀夫
- プロデューサー：久保獅子
- 撮影：田宮健彦
- 照明：田宮健彦
- 録音：弥栄裕樹
- 音楽：林魏堂
- 助監督：小南敏也、貝原クリス亮
- ヘアメイク：唐澤知子
- 仕上げ：東映ラボ・テック
- 配給：オーピー映画